# Valentin Guțu
Valentin Guțu nebo Valentin Gucu (* 14. září 1942 – 3. září 1998) byl sovětský zápasník – sambista a judista moldavské národnosti. Připravoval se v Kišiněvě. Začínal se sambem, ve kterém byl několikanásobným mistrem Sovětského svazu. Na příbuzný sport judo se zaměřil s blížícími se olympijskými hrami v Mnichově v roce 1972. Dostal se do užšího reprezentačního výběru, ale při nominaci na olympijské hry v silné konkurenci neuspěl. Po skončení sportovní kariéry se věnoval trenérské a funkcionářské práci. Zemřel v roce 1998. Na jeho počest se pořádá v Moldavsku každoroční turnaj mládeže v bojových sportech.